# Рёмин, Игорь Александрович
Игорь Александрович Рёмин (24 марта 1940, Москва — 27 марта 1991, Минск) — советский футболист, защитник. Мастер спорта СССР (с 1961).
Сын футболиста московского «Динамо» Александра Рёмина. Воспитанник ДЮСШ «Спартак» Москва, В 1958—1961 годах играл в основном за дублирующий состав команды (58 матчей), за главный сыграл только 4 игры. Оставшуюся часть карьеры провёл в минском «Динамо» (1962—1970), стал бронзовым призёром в 1963 году. Наибольшее количество раз — 4 (как и Реваз Махарадзе, Борис Кузнецов, Йожеф Сабо) удалялся с поля в матчах чемпионата СССР.
22 ноября 1964 года сыграл единственный гостевой товарищеский матч в составе сборной СССР против Югославии (1:1).
С 1972 года и до самой смерти работал тренером и директором минской ДЮСШ-5, в 1990 году тренировал команду «Беларусь» из Марьиной Горки в чемпионате Белорусской ССР. В 1970—1980 годах работал арбитром на матчах первенства СССР.
Сын Александр — бывший футбольный арбитр, ныне рефери ФИФА по мини-футболу.